# Косенков, Олег Иванович
Оле́г Ива́нович Косенко́в (род. 21 апреля 1959 года) — российский военачальник, генерал-лейтенант. Начальник Главного управления Железнодорожных войск Министерства обороны Российской Федерации, заслуженный военный специалист Российской Федерации.

## Биография
Родился 21 апреля 1959 года в деревне Темровичи (Чаусский район, Могилёвская область, БССР). В 1980 году окончил Ленинградское высшее училище железнодорожных войск и военных сообщений имени М. В. Фрунзе.
С 1980 года проходил службу в железнодорожных войсках в должности командира копрового взвода отдельного железнодорожного батальона. В 1985 году стал командиром роты бетонных работ, затем начальником штаба и командиром отдельного железнодорожного батальона. В 1990 году поступил в Военную академию тыла и транспорта на командный военно-транспортный факультет, окончил её в 1993 году. Был заместителем командира и командиром отдельной железнодорожной бригады.
В 1997 году поступил и в 1999 году окончил Военную академию Генерального штаба Вооружённых Сил.
В 1999 году стал командиром отдельной железнодорожной бригады, с мая 2000 года по апрель 2001 года был заместителем командира 76-го железнодорожного корпуса.
В 2001 году назначен заместителем начальника Военно-транспортного университета — начальником факультета подготовки руководящих кадров. С марта 2002 года — начальник штаба — первый заместитель командира 35-го железнодорожного корпуса. 1 марта 2008 года занял должность начальника штаба — первого заместителя командующего Железнодорожными войсками.
Указом Президента Российской Федерации от 10 декабря 2010 года №1533 назначен на должность начальника Главного управления Железнодорожных войск.
Женат, воспитывает двух дочерей.

## Награды и почётные звания
- Заслуженный военный специалист Российской Федерации;
- Орден «За заслуги перед Отечеством» IV степени;
- Орден Александра Невского;
- Орден «За военные заслуги»;
- Орден Почета;
- Орден Дружбы;
- Орден «За службу Родине в Вооружённых Силах СССР» III степени;
- Медаль Жукова;
- Медаль «За развитие железных дорог»;
- Юбилейная медаль «70 лет Вооружённых Сил СССР»;
- Ведомственные медали СССР;
- Ведомственные и общественные медали Российской Федерации.